# 横田吉光
横田 吉光（よこた よしみつ、1949年6月15日 - ）は、青森県出身の元騎手。
息子は横田茂調教助手。

## 経歴

### デビューから1970年代
1969年3月に中山・古賀嘉蔵厩舎からデビューし、同1日の東京第1競走4歳未勝利・ハクミノル（17頭中16着） で初騎乗を果たすと、23日の東京第3競走4歳以上70万下・ダイハチマサルを初勝利を挙げる。
1年目の1969年は8勝、2年目の1970年には初の2桁となる19勝をマークし、1972年まで3年連続2桁勝利を記録。
3年目の1971年にはアラブ王冠（春）を8頭中8番人気のハシイワオーザで制し、枠連万馬券で重賞初勝利を飾る。
1972年にはノボルトウコウで東京4歳ステークス2着、1973年にはユウシオでタケホープを抑えて東京4歳ステークス2着、サンポウでカブトヤマ記念2着に入った。
1974年には2年ぶりの2桁となる10勝、1975年には2年連続2桁の15勝をマークし、1975年から1977年にはスカッシュソロンとのコンビで活躍。
1974年11月10日の東京第3競走3歳新馬ではダイヤモンドアイに騎乗し、4コーナーから外に逃げて、一頭だけ大外のラチ沿いを猛然と伸びてきたカブラヤオーを抑えて勝利。
スカッシュソロンでは1975年11月に不良馬場で行われた東京ダート1200mの新馬戦を勝利すると、暮れの葉牡丹賞では11番人気の低評価を覆し、1976年初戦の新春4歳牝馬ステークスではテイタニヤを抑えるなど年を跨いで連勝。福永洋一に乗り替わった阪神4歳牝馬特別も制して連勝し、横田の手綱に戻った本番の桜花賞では1番人気に支持されたが、7着に敗れた。1977年は金杯（東）5着、福島大賞典3着を経て、安田記念を制覇。
1978年には九州産馬・ニシノオーカンでアラブ王冠（春）では9番人気ながら後にタマツバキ記念春秋制覇のリョクシュに3馬身差付けて勝利し、アラブ大賞典（秋）では前年のタマツバキ記念馬ニシヤマチェスをハナ差抑えて重賞2勝目を挙げた。
1978年と1979年には後にアラホウトクの母となるビンゴモレロに騎乗し、1978年12月10日の中京第7競走恵那特別では18頭中18番人気で勝利し単勝万馬券の波乱を呼び、1979年2月25日の中山第10競走総武特別では18頭中16番人気で勝利した。

### 1980年代
1980年から1985年には6年連続2桁勝利を記録し、1981年にフリーに転向すると、1983年には春の小倉と秋の福島でギャロップダイナに騎乗。
1984年には七夕賞で矢野進厩舎の9歳馬ダイトフドウを16頭中14番人気ながら4着に入り、自身初の20勝台となる22勝をマーク。
1985年には目黒記念で13頭中11番人気のロベルスポートを3着に導いたほか、ローレルスポットで南関東・大井の勝島賞と全日本アラブ大賞典に騎乗し、2年連続20勝台で自己最多の23勝をマーク。
1986年には新潟記念で13頭中12番人気のウメノフリートを2着に導き、1987年8月23日の新潟第9競走豊栄特別では9頭中9番人気のミスナイヤガラで2着に入って枠連万馬券を演出。
1988年には9月3日の新潟第6競走4歳未勝利を12頭中11番人気のニイタカヤマで逃げ切り、同18日の新潟第8競走4歳以上400万下では14頭中14番人気のシュタインローズで勝利するなど3年ぶりの2桁となる16勝をマーク。

### 1990年代
1990年には江田照男から乗り替わったサファリオリーブで福島記念4着に入り、2年ぶり最後の2桁となる10勝をマーク。
1992年には10月17日の福島で自身最後の1日2勝を挙げ、1993年5月2日の新潟第10競走長岡特別では9番人気のドンミロードで勝利し枠連・馬連万馬券を演出。
1994年3月12日の小倉第12競走4歳以上500万下・スカーレットアモンが最後の勝利となり、同年5月28日の東京第7競走4歳未勝利・アースライト（18頭中17着）を最後に現役を引退。

## 騎手成績
| 通算成績 | 1着 | 2着 | 3着 | 4着以下 | 出走回数 | 勝率 | 連対率 |
| -------- | --- | --- | --- | ------- | -------- | ---- | ------ |
| 平地     | 283 | 355 | 333 | 3163    | 4134     | .068 | .154   |
| 障害     | 4   | 5   | 2   | 13      | 24       | .167 | .375   |
| 計       | 287 | 360 | 335 | 3176    | 4158     | .069 | .156   |

主な騎乗馬
- ハシイワオーザ（1971年アラブ王冠 (春)）
- スカッシュソロン（1977年安田記念）
- ニシノオーカン（1978年アラブ王冠 (春)・アラブ大賞典 (秋)）